# Dawson Springs (Kentucky)
Dawson Springs es una ciudad ubicada en el condado de Hopkins en el estado estadounidense de Kentucky. En el Censo de 2010 tenía una población de 2764 habitantes y una densidad poblacional de 283,15 personas por km².

## Geografía
Dawson Springs se encuentra ubicada en las coordenadas 37°10′27″N 87°41′19″O / 37.17417, -87.68861. Según la Oficina del Censo de los Estados Unidos, Dawson Springs tiene una superficie total de 9.76 km², de la cual 9.55 km² corresponden a tierra firme y (2.18%) 0.21 km² es agua.

## Demografía
Según el censo de 2010, había 2764 personas residiendo en Dawson Springs. La densidad de población era de 283,15 hab./km². De los 2764 habitantes, Dawson Springs estaba compuesto por el 97.32% blancos, el 0.62% eran afroamericanos, el 0.07% eran amerindios, el 0.22% eran asiáticos, el 0% eran isleños del Pacífico, el 0.25% eran de otras razas y el 1.52% pertenecían a dos o más razas. Del total de la población el 0.87% eran hispanos o latinos de cualquier raza.